# ホルン協奏曲 (グリエール)
ホルン協奏曲変ロ長調（露：Концерт для валторны с оркестром）作品91はレインゴリト・グリエールが1951年に作曲したホルン協奏曲。未完成のものを含めて5曲が遺されているグリエールの協奏曲のうち、完成された最後の作品である。演奏時間は約25分。

## 作曲の経緯
1938年から35年間にわたりボリショイ劇場管弦楽団の首席ホルン奏者を務めたヴァレリー・ポレフの依頼で作曲された。グリエールは活動のごく初期、1908年にホルンとピアノのための小品を作曲しているが、ホルン協奏曲の構想はそれまで持っていなかった（グリエールだけでなくそれまでのロシアの作曲家全般に言える）。依頼者であるポレフからは、チャイコフスキーのヴァイオリン協奏曲を模範とするよう提案があったというが、両曲に顕著な類似点は見られない。

## 初演
1951年5月10日、レニングラードのフィルハーモニー大ホールでポレフ独奏、作曲者指揮レニングラード放送交響楽団にて初演。

## 編成
独奏ホルン、フルート3、オーボエ2、クラリネット2、ファゴット2、ホルン3、トランペット2、トロンボーン3、テューバ、ティンパニ、バスドラム、スネアドラム、シンバル、トライアングル、ハープ、弦五部

## 構成
第1楽章 Allegro
ソナタ形式。祝典的な明るい響きの第1主題が全奏で出た後、独奏ホルンが繰り返す。逆に穏やかな表情を持つ第2主題は独奏ホルンから入る。展開部はやや行進曲調に進み、再現部直前に長大なカデンツァが置かれる。グリエールが当初用意したカデンツァはスケッチ程度のもので技術的に易しすぎたため、ポレフの助言に基づいてカデンツァを作曲し直し初演を迎えている。出版譜もポレフ版カデンツァが採用されている。再現部は第1主題が管弦楽のみで奏された後、第2主題が独奏ホルンで歌われ、最後は管弦楽で堂々と締め括られる。
第2楽章 Andante
三部形式。オーボエによる前奏の後、弦楽器を伴奏として独奏ホルンがゆっくりと主題を奏でる。中間部はやや高揚した気分となる。
第3楽章 Moderato - Allegro vivace
三部形式。荘重な前奏の後、ロシア舞曲を思わせるような曲調となる。中間部はコラール的な響きとなるが、すぐに舞曲調に戻り、独奏ホルンの技巧を誇示しながら熱狂的に終わる。